# Kraftwerk Rodenhuize
Das Kraftwerk Rodenhuize ist ein Biomassekraftwerk nahe der Stadt Gent, Provinz Ostflandern, Belgien, das am Kanal Gent–Terneuzen liegt. Die installierte Leistung des Kraftwerks beträgt 180 (bzw. 200, 205 oder 268) MW. Es ist im Besitz eines Joint Ventures namens Max Green NV und wird auch von Max Green betrieben; an dem Joint Venture sind Engie Electrabel mit 73 % und Ackermans & van Haaren mit 27 % beteiligt.

## Kraftwerksblöcke
Das Kraftwerk besteht derzeit (Stand März 2021) aus einem Block. Die folgende Tabelle gibt einen Überblick:
| Block | Max. Leistung (MW)     | Betriebsbeginn | Turbine | Generator | Dampfkessel | Status                            |
| ----- | ---------------------- | -------------- | ------- | --------- | ----------- | --------------------------------- |
| 1     | 129                    | 1964           |         |           |             | Stillgelegt (2001) und abgerissen |
| 2     | 129                    |                |         |           |             | Stillgelegt (2011)                |
| 3     | 129                    |                |         |           |             | Stillgelegt (2011)                |
| 4     | 180 (ursprünglich 267) | 1979           |         |           |             |                                   |

Die vier Kraftwerksblöcke wurden ursprünglich mit Steinkohle, Schweröl und Hochofengas befeuert.
Der Block 4 wurde von 2009 bis 2011 auf die Befeuerung mit Biomasse (Holzpellets) umgerüstet; die Kosten dafür lagen bei 125 Mio. €. Er wird aber mit Hochofengas aus dem nahegelegenen Stahlwerk ArcelorMittal Gent betrieben, wenn das dortige Kraftwerk in Revision ist. Bei Volllast kann mit Biomasse eine thermische Leistung von 560 MW (dies entspricht einer elektrischen Leistung von 200 MW) erreicht werden.
Der Block 4 kann zwischen 1,1 und 1,2 Mrd. kWh im Jahr erzeugen. Jedes Jahr werden dafür zwischen 700.000 und 800.000 Tonnen Holzpellets verbrannt. Mit dem kanadischen Unternehmen Pacific BioEnergy wurde ein langfristiger Vertrag über die jährliche Lieferung von 225.000 t Biomasse abgeschlossen.
Die Holzpellets werden per Schiff angeliefert und in einem überdachten Bereich zwischengelagert. In Hammermühlen werden die Pellets zu Holzstaub vermahlen. Der Holzstaub wird danach auf pneumatischem Weg zu den Brennern befördert.